# Boom bap
Boom bap var en massiv populær stilart af hiphop i det østlige USA under 1990'erne. Lyden stammer fra i midt-til-senere-1980'erne, banebrudt af grupper som Boogie Down Productions og Juice Crew All Stars. Beatene består af mange variationer på et simpelt tema: en blomstrende stortromme efterfulgt af hårdtslående snarer. MC'en timer generelt deres levering til at matche mønstreret lagt ud ved beatet (bemærkelsesværdige skæve undtagelser inkluderer Masta Ace og RZA), hvilket skaber en lyd fokuseret på det percussive forhold i mellem trommer og MC'er.